# Sean Bridgers
Pour les articles homonymes, voir Bridgers.
Sean Bridgers est un acteur américain, né le 15 mars 1968 à Chapel Hill,Caroline du Nord, États-Unis.
Il est connu pour ses rôles dans les films Room (2015), Fashion victime (2002) et The Woman (2011).

## Biographie
Sean Bridgers est né le 15 mars 1968 à Chapel Hill,Caroline du Nord, États-Unis.
Sa mère est l'écrivain Sue Ellen Bridgers. Son père, Ben Bridgers, est avocat.

### Vie privée
Il est marié avec Rachel York depuis 1998. Ils ont trois enfants.

## Carrière
Il écrit, joue et produit Paradise Falls en 1997.

## Filmographie

### Cinéma

#### Longs métrages
- 1993 : Les Démons du maïs 2 (Children of the Corn 2: The Final Sacrifice) de David F. Price : Jedediah
- 1994 : Nell de Michael Apted : Mike Ibarra
- 1994 : Getting In de Doug Liman : Un chasseur
- 1994 : Road-Kill U.S.A. de Tony Elwood : Josh
- 1995 : Once Upon a Time... When We Were Colored de Tim Reid : Mr Bob
- 1997 : Paradise Falls de Nick Searcy : Henry Bancroft
- 2002 : Fashion victime d'Andy Tennant : Eldon
- 2002 : Clover Bend de Michael Vickerman : Tyler
- 2007 : Jake's Closet de Shelli Ryan : Peter
- 2008 : Hot Protection (Witless Protection) de Charles Robert Carner : Norm
- 2011 : The Woman de Lucky McKee : Chris Cleek
- 2013 : Jug Face de Chad Crawford Kinkle : Dawai
- 2014 : Une seconde chance (The Best of Me) de Michael Hoffman : Tommy Cole
- 2015 : Room de Lenny Abrahamson : Nick
- 2015 : Dark Places de Gilles Paquet-Brenner : Runner Day
- 2015 : Dalton Trumbo (Trumbo) de Jay Roach : Jeff Krandall
- 2015 : Blue de Charles Huddleston : Sheriff Hawkes
- 2015 : Legs de Kevin Ford : Ford
- 2016 : Midnight Special de Jeff Nichols : Frederick
- 2016 : Toute la vérité (The Whole Truth) de Courtney Hunt : Arthur Westin
- 2016 : Free State of Jones de Gary Ross : Sumrall
- 2016 : Les Sept Mercenaires (The Magnificent Seven) d'Antoine Fuqua : Fanning
- 2017 : Thank You for Your Service de Jason Hall : Sergent Mozer
- 2017 : And Then I Go de Vincent Grashaw : Le père de la petite fille
- 2018 : The Man Who Killed Hitler and Then The Bigfoot de Robert D. Krzykowski : Mr Gardner
- 2022 : Bones and All de Luca Guadagnino : Barry Cook
- 2022 : The Weird Kidz de Zach Passero : Le sheriff (voix)
- 2024 : Outlaw Posse de Mario Van Peebles : Le maire
- 2024 : Test Screening de Clark Baker : Bill

#### Courts métrages
- 2003 : Apple Jack de Mark Whiting : Les Danyou
- 2008 : A Night at the Zoo de lui-même et Michael Hemschoot : Donny
- 2011 : Blood on My Name de Brandon McCormick : Thomas
- 2012 : The Graveyard Feeder de Rich Robinson : Burke Sawyer
- 2012 : The Birthday Present de lui-même et Michael Hemschoot
- 2015 : The Edge of the Woods de Grainger David : Abe
- 2016 : Elsie Hooper de Robert D. Krzykowski : Ridley Hooper (voix)
- 2018 : Snake Heel de Connor Simpson : Leonard

### Télévision

#### Séries télévisées
- 1995 / 1998 : American Gothic : Un député / Un policier
- 2000 : FBI Family : Michael
- 2004 - 2006 : Deadwood : Johnny Burns
- 2006 : Esprits criminels (Criminal Minds) : James Charles
- 2006 : Cold Case : Affaires classées (Cold Case) : Ty Sugar
- 2007 : Les Experts (CSI: Crime Scene Investigation) : Art Schuster
- 2008 : Saving Grace : Carl Lafong
- 2008 : 12 Miles of Bad Road : Lyle Hartsong
- 2008 - 2009 : Private Practice : Franck
- 2009 : Mentalist (The Mentalist) : Ranger Tisdale
- 2009 : Bones : John Collins
- 2009 : Lie to Me : Harold Clark
- 2010 : Justified : Virgil Corum
- 2010 : True Blood : Big Bobby
- 2011 : Hart of Dixie : Leon Mercy
- 2011 - 2012 : Raising Hope : Jack
- 2013 - 2016 : Rectify : Trey Willis
- 2017 : Midnight, Texas : Sheriff Livingstone
- 2017 : Arkansas Traveler : John Bones
- 2017 - 2019 : Get Shorty : Louis Darnell
- 2018 : L'Aliéniste (The Alienist) : Sheriff Early
- 2020 : Blacklist (The Blacklist) : Nyle Hatcher
- 2021 : The Underground Railroad : Fletcher
- 2022 : The Thing About Pam : Sidney Carlton
- 2022 : Women of the Movement (en) : Mark Hupp
- 2023 : Your Honor : Détective Walter Beckwith
- 2025 : Tracker : le père Ammon (saison 2, épisode 16)
- 2025 : The Righteous Gemstones : Dr Sturgis (saison 4, épisode 1)

#### Téléfilms
- 1991 : Le crime de Pamela Smart (Murder in New Hampshire: The Pamela Smart Story) de Joyce Chopra : Ralph Wlech
- 1995 : Une mort à petites doses (en) (Death in Small Doses) de Sondra Locke : Mr Carter
- 1995 : Association meurtrière (Murderous Intent) de Gregory Goodell : Dennis
- 1996 : Stolen Memories: Secrets from the Rose Garden de Bob Clark : Un homme
- 1997 : L'ultime rendez-vous (The Killing Secret) de Noel Nosseck : Aaron Clemens
- 1997 : Close to Danger de Neema Barnette : Le rendez-vous de Donna
- 1999 : Unité spéciale : une femme d'action (ATF) de Dean Parisot : Smitty
- 2004 : 3: The Dale Earnhardt Story de Russell Mulcahy : Neil Bonnett
- 2019 : Deadwood, le film (Deadwood: The Movie) de Daniel Minahan : Johnny Burns

### Réalisateur
- 2008 : A Night at the Zoo (court métrage, co-réalisé avec Michael Hemschoot)
- 2012 : The Birthday Present (court métrage, co-réalisé avec Michael Hemschoot)
- 2017 : Arkansas Traveler (6 épisodes)

### Scénariste
- 1997 : Paradise Falls de Nick Searcy
- 2008 : A Night at the Zoo de lui-même et Michael Hemschoot (court métrage)
- 2017 : Arkansas Traveler (6 épisodes)

### Producteur
- 1997 : Paradise Falls de Nick Searcy
- 2008 : A Night at the Zoo de lui-même et Michael Hemschoot (court métrage)
- 2017 : Arkansas Traveler (6 épisodes)